# Giuseppe Prisco
Giuseppe Prisco, detto Peppino (Milano, 10 dicembre 1921 – Milano, 12 dicembre 2001), è stato un avvocato e dirigente sportivo italiano, noto anche per essere stato vicepresidente dell'Inter dal 1963 al 2001.

## Biografia
Nacque da Luigi Prisco, campano di Torre Annunziata che lavorava da avvocato a Milano, e da sua moglie Alda, milanese. Si arruolò negli alpini a 18 anni partecipando alla campagna italiana di Russia come tenente nel Battaglione "L'Aquila" del 9º Reggimento alpini 143ª Compagnia, inquadrato nella Divisione Julia, e guadagnando una medaglia d'argento al valor militare: nel suo battaglione, di 159 alpini rientrati, lui era uno dei soli tre ufficiali superstiti. Dalla fine della guerra in poi, non si perderà più una singola adunata delle penne nere.
Studente dell'Università degli Studi di Milano e capitano della squadra di calcio universitaria, dopo essersi laureato in Giurisprudenza nel 1944, il 10 maggio 1946 si iscrive all'albo degli avvocati. È stato sposato con Maria Irene De Vecchi, da cui ha avuto due figli: Luigi Maria e Anna Maria. È stato uno dei più noti penalisti, principe del Foro di Milano, per anni è stato presidente dell'Ordine degli Avvocati milanese. Dal 1980 al 1982 è stato consigliere dell'istituto di credito Banco Ambrosiano Veneto, per il cui scandalo fu condannato ad 8 anni di reclusione in primo grado, per essere successivamente assolto in Appello.
La vita di Prisco e il suo ricordo sono indissolubilmente legati all'Inter, di cui è divenuto socio nel 1946, segretario nel 1949, consigliere il 21 ottobre 1950 e infine vicepresidente il 23 luglio 1963. Nel periodo in cui è stato dirigente dell'Inter, la squadra ha vinto sei scudetti, due Coppe dei Campioni, due Coppe Intercontinentali, tre Coppe UEFA, due Coppe Italia e una Supercoppa italiana. In oltre mezzo secolo di vita societaria, Peppino Prisco ha costantemente seguito con amore la sua squadra, rimarcando ogni evento con tagliente ironia (celebri soprattutto le battute sulla rivale cittadina, il Milan). A fine anni novanta e nei primi anni duemila, Prisco fu ospite di numerose trasmissioni sportive, come Controcampo, nella quale era protagonista di divertenti siparietti con i rivali di tifo Diego Abatantuono e Giampiero Mughini.
Morì a causa di un infarto il 12 dicembre 2001, tre giorni dopo la sua ultima apparizione televisiva e due giorni dopo il suo ottantesimo compleanno. Alla memoria dell'avvocato viene conferito, in via eccezionale, il premio Pirata d'Oro, assegnato dagli Inter Club e normalmente destinato al miglior giocatore nerazzurro della stagione sportiva appena conclusa. È sepolto nel cimitero di Arcisate, comune che nel 2005 gli ha intitolato lo stadio cittadino.
Nell'edizione 2021 è entrato a far parte della Hall of Fame dell'Inter.
Da Casa Savoia negli anni 90 ricevette la nomina a Commendatore dell'Ordine dei Santi Maurizio e Lazzaro.